# Прая (Санта-Круш-да-Грасиоза)
Прая (порт. Praia) — район (фрегезия) в Португалии, входит в округ Азорские острова. Расположен на острове Грасиоза. Является составной частью муниципалитета Санта-Круш-да-Грасиоза. Население составляет 901 человек на 2001 год. Занимает площадь 12,56 км².
Покровителем района считается Левий Матфей (порт. São Mateus).